# 10152 Ukichiro
10152 Ukichiro eller 1994 RJ11 är en asteroid i huvudbältet som upptäcktes den 11 september 1994 av den japanska astronomen Satoru Otomo i Kiyosato. Den är uppkallad efter den japanske fysikern Ukichiro Nakaya.
Asteroiden har en diameter på ungefär 5 kilometer och den tillhör asteroidgruppen Vesta.